# Vaccin contre les oreillons
Le vaccin contre les oreillons est un vaccin destiné à prévenir les oreillons, une maladie causée par un virus, le virus des oreillons. L'efficacité du vaccin est importante et ses effets secondaires sont le plus souvent sans gravité. Il fait partie des vaccins recommandés chez le nourrisson.

## Rappels
Les oreillons sont dues au virus ourlien. Il s'agit d'une parotidite dont les complications, surtout rencontrées chez l'adulte, peuvent être une méningite, une encéphalite, une surdité, une pancréatite aiguë ou une orchite.

## Caractéristiques
Le vaccin contre les oreillons est un vaccin vivant atténué. En France, il existe uniquement sous forme combinée aux vaccins contre la rougeole et la rubéole (vaccin ROR). L'administration est faite par voie sous-cutanée.

## Recommandations
En France, la vaccination recommandée des nourrissons se compose de 2 injections aux âges de 12 et 16 à 18 mois.

## Efficacité
L'efficacité sérologique semble être importante, mais l'efficacité clinique paraît moindre.

## Tolérance
Les effets indésirables les plus fréquents du vaccin contre les oreillons sont une parotidite, un fébricule ou un érythème au site d'injection. Une méningite survient plus rarement, de l'ordre de 1 cas pour 1 million à 1 cas pour 20 000 selon la souche utilisée.
Le vaccin est contre-indiqué en cas d'allergie à un des constituants (néomycine par exemple), et en cas de déficit immunitaire touchant l'immunité cellulaire.